# Dicranum arfakianum
Dicranum arfakianum là một loài Rêu trong họ Dicranaceae. Loài này được Müll. Hal. ex Geh. mô tả khoa học đầu tiên năm 1898.